# ژولیوس سوم
پاپ ژولیوس سوم (به انگلیسی: Julius III) یکی از پاپ‌های کلیسای کاتولیک رم بود که در رم به دنیا آمد (تولد ۱۰ سپتامبر۱۴۸۷ - درگذشت ۲۳ مارس ۱۵۵۵) و از ۱۵۵۰ تا ۱۵۵۵ میلادی پاپ بود.

## نگارخانه

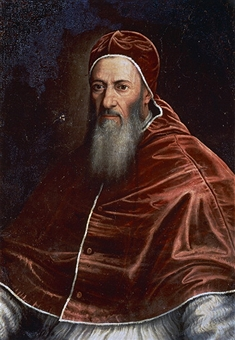